# 70e régiment de marche
Pour les articles homonymes, voir 70e régiment.
Le 70e régiment d'infanterie de marche (ou 70e régiment de marche) est un régiment d'infanterie français, qui a combattu pendant la guerre franco-allemande de 1870-1871 et la répression de la Commune de Paris.

## Création et différentes dénominations
- 18 décembre 1871 : formation du 70e régiment d'infanterie de marche
- 13 septembre 1871 : fusion dans le 70e régiment d'infanterie de ligne

## Chef de corps
Le régiment est commandé par le lieutenant-colonel Léonard Feyfant du 18 décembre 1870,,, puis par le lieutenant-colonel Saint-Martin à partir du 20 mai 1871 puis finalement par le lieutenant-colonel Pereira à partir du 30 mai.

## Historique
Le régiment est formé le 18 décembre 1870 à Cherbourg, à trois bataillons à six compagnies,. Il amalgame la 7e compagnie de dépôt du 5e régiment d'infanterie de ligne, la 5e compagnie de dépôt du 12e régiment d'infanterie de ligne, les 6e et 7e compagnies de dépôt du 14e régiment d'infanterie de ligne, la 7e compagnie de dépôt du 20e régiment d'infanterie de ligne, la 7e compagnie de dépôt du 23e régiment d'infanterie de ligne, la 6e compagnie de dépôt du 28e régiment d'infanterie de ligne, la 7e compagnie de dépôt du 36e régiment d'infanterie de ligne, les 7e et 8e compagnies de dépôt du 37e régiment d'infanterie de ligne, la 3e compagnie de dépôt du 54e régiment d'infanterie de ligne, les 6e et 7e compagnies de dépôt du 61e régiment d'infanterie de ligne, la 8e compagnie de dépôt du 71e régiment d'infanterie de ligne, la 8e compagnie de dépôt du 83e régiment d'infanterie de ligne et les 6e et 7e compagnies de dépôt du 89e régiment d'infanterie de ligne.
Le 70e régiment de marche est initialement rattaché à la 2e brigade de la 2e division du 19e corps d'armée puis à la 2e division du 22e corps d'armée. Avec le 22e corps, le régiment participe les 23 et 24 décembre à la bataille de l'Hallue (ou de Pont-Noyelles),,. Le 19 janvier 1871, il est engagé dans la bataille de Saint-Quentin, combattant autour de Contescourt.
Le régiment est ensuite envoyé à Paris. Le 19 mars, il est affecté à la 6e division de l'armée de Versailles, formée au pont Colbert (près de Vélizy),,. Le 6 avril, il passe à la 3e division du 2e corps versaillais,,. Le 29 mai au soir, il se distingue dans l'assaut de la ferme Bonamy à 500 m du fort de Vanves : deux compagnies du 70e de marche tuent 30 communards et en capturent 75.
Il fusionne avec le 70e régiment d'infanterie de ligne le 12-13 septembre 1871,.